# Magnushov
Magnushov (även Storhovet, estniska: Suuremõisa) är en by på Ormsö i landskapet Läänemaa i Estland, 102 km sydväst om huvudstaden Tallinn. Den hade 19 invånare år 2011. Magnushov och Kärrslätt är de enda byarna på Ormsö där det svenska namnet inte också är officiellt namn på estniska.
Magnushov ligger på Ormsö som jämte Nuckö traditionellt har varit centrum för estlandssvenskarna. Adelsmannen Magnus Brümmer lät 1604 uppföra en herrgård på sydvästra Ormsö på marker tillhörande Bussby. Bussby var den största byn på Ormsö, men i och med bygget av herrgården lades byn ned. På 1620-talet tog familjen De la Gardie över herrgården. Därefter tillföll godset grevinnan Aurora Königsmarck. Åren 1748–1889 ägdes herrgården av den tysk-baltiska adelsfamiljen Stackelberg. År 1861 uppmärksammades rikssvenskarna att det fanns en svenskspråkig minoritet i Estlands kustbygd. Detta då det kom fem ormsöbönder med öppen båt till Stockholm för att klaga hos Karl XV. De ville berätta för kungen om de övergrepp som de utsattes för av öns egenmäktige godsägare Stackelberg. Under slutet av 1800-talet köpte ryska staten herrgården och gjorde om den till sanatorium. Från 1920-talet förföll byggnaden och idag återstår endast en ruin. 
Magnushov är beläget på sydvästra Ormsö och angränsar till byarna Förby i väst och Fällarna i norr. På andra sidan insjön Prästvike och tre kilometer år öster ligger Hullo som är administrativt centrum på Ormsö. På byns sydvästra utmarker ligger halvön Hovsholmen som avgränsas av Västerviken i nordväst och Österviken i sydöst. Utmed byns sydliga kust ligger udden Hovsnäset avgränsad av Österviken i väster och Hulloviken i öster. I byns norra delar ligger Ormsös högst belägna plats, det 13 meter höga Vitberget. Inom dagens bygränser för Magnushov ligger även de tidigare byarna Bynäs, Tompo, Bussby och Kärret.